# ブロンズスターメダル
ブロンズスターメダル（Bronze Star Medal）とは、「作戦において英雄的、かつ名誉ある奉仕を行い、成果を挙げた」アメリカ合衆国軍の兵士に対して授与される勲章である。日本語では「青銅星章」と訳されることもある。アメリカ軍とともに作戦に参加した他国の軍隊の将兵に対しても授与されることがある。更に民間人に対しても授与されることがある。その代表的な例として、ベトナム戦争におけるイア・ドラン渓谷の戦いで負傷した兵士を救出したUPI通信社の記者ジョー・ギャロウェイに対して授与された。
5回授与されるとシルバースターに格上げされる。
ブロンズスターメダルは実際の戦闘に参加しなくとも授与された例もあり、バルジの戦いに際してジョージ・パットンの依頼で天候回復の祈りを捧げた従軍牧師にパットンから授与されている。
ブロンズスターメダルは、1944年2月4日の大統領令第9419号によって制定された。この政令はその後1962年8月24日の大統領令第11046号、2003年2月28日の大統領令第13286号でそれぞれ改正されている。

ブロンズスターメダルの正章・略章・略綬セット（陸･空軍用）
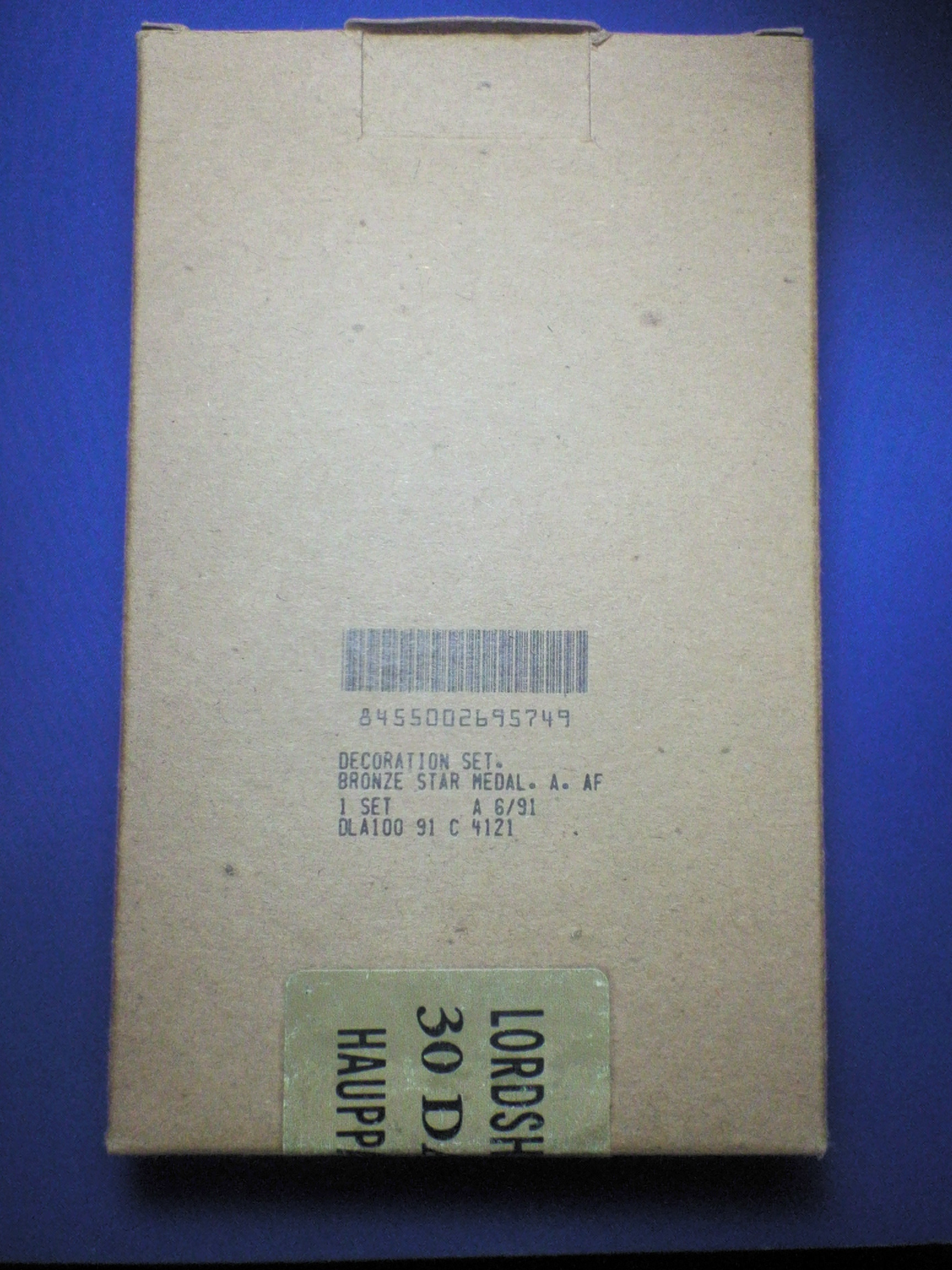
外箱
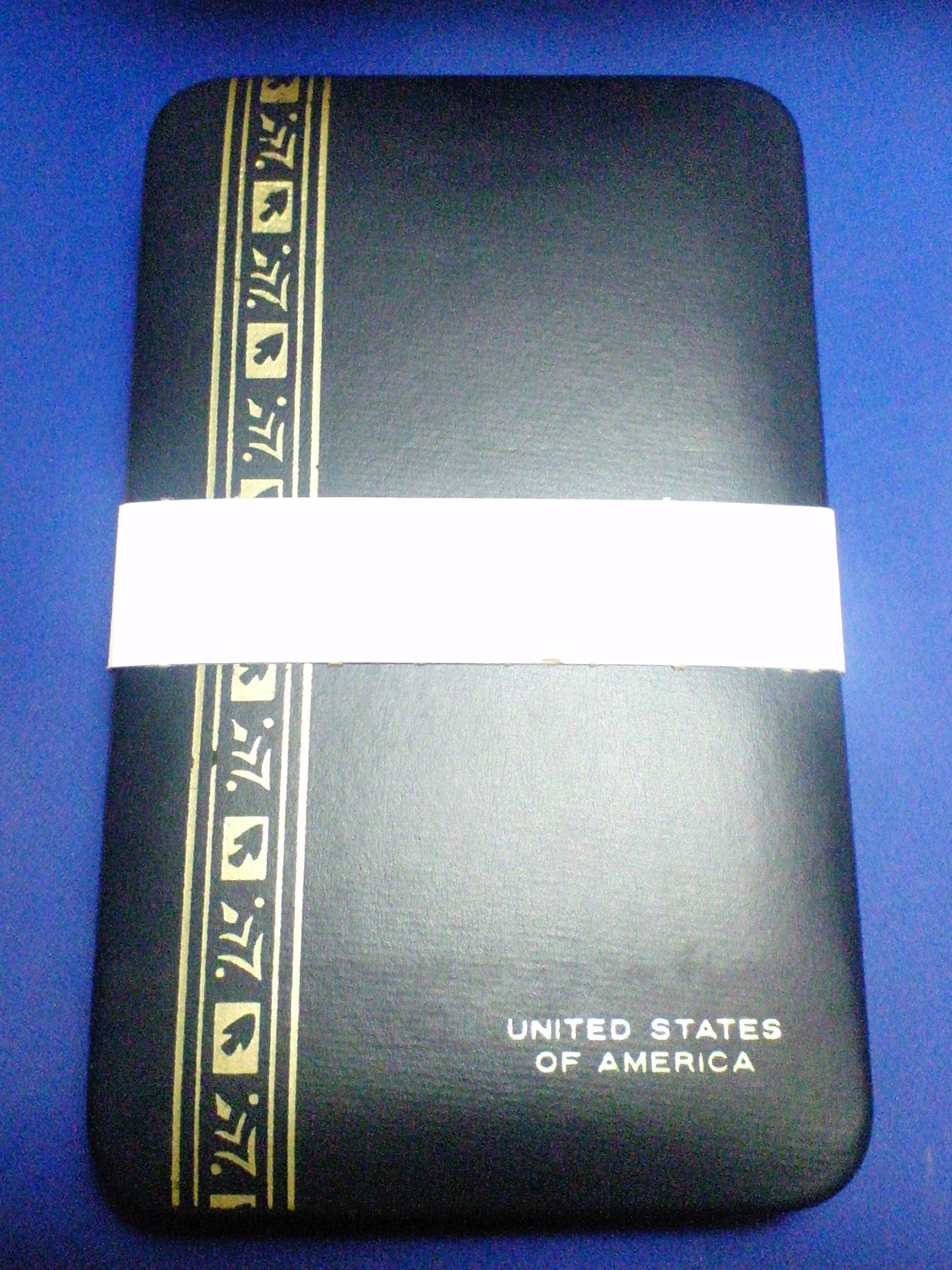
化粧箱
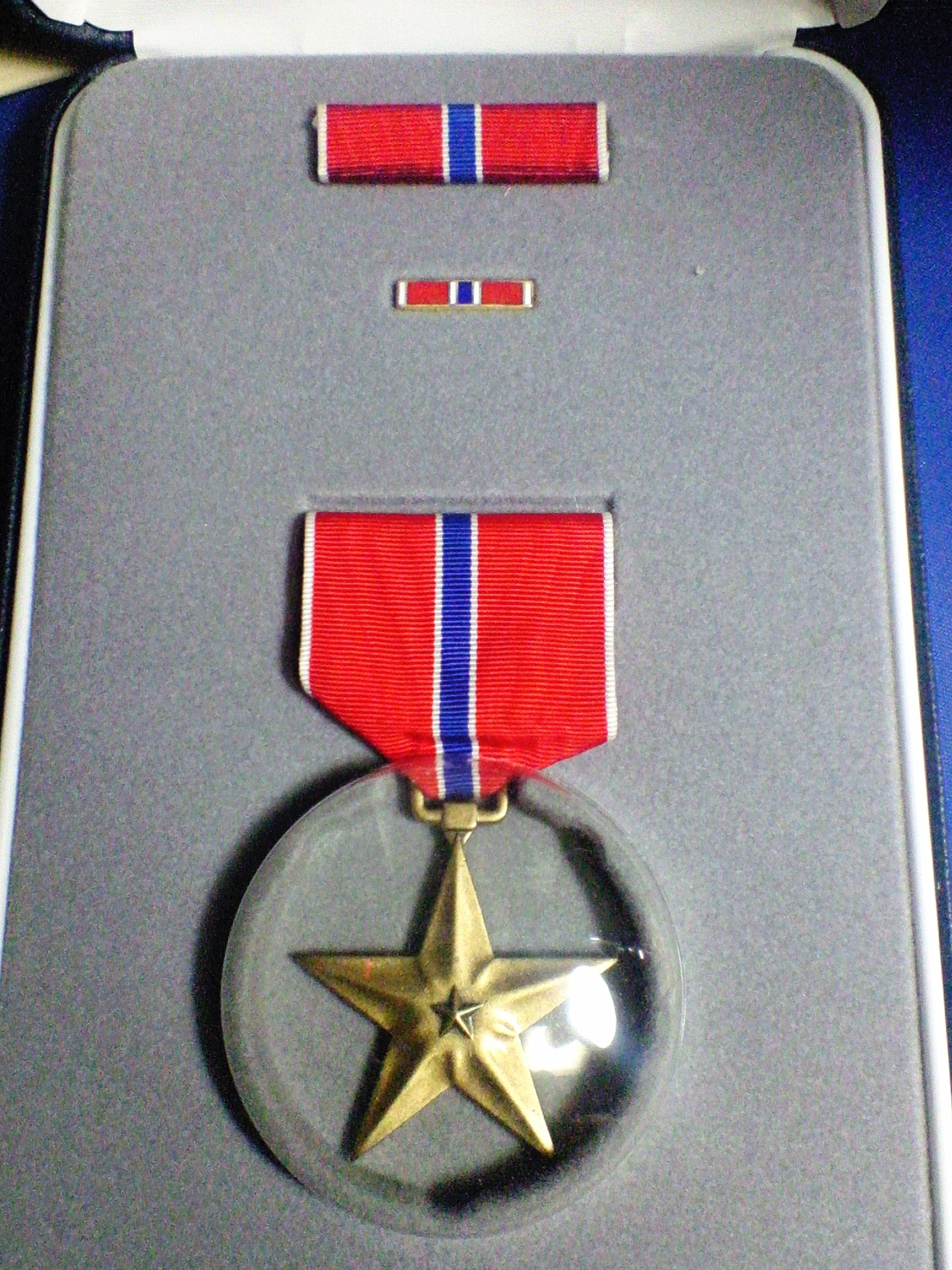
表面
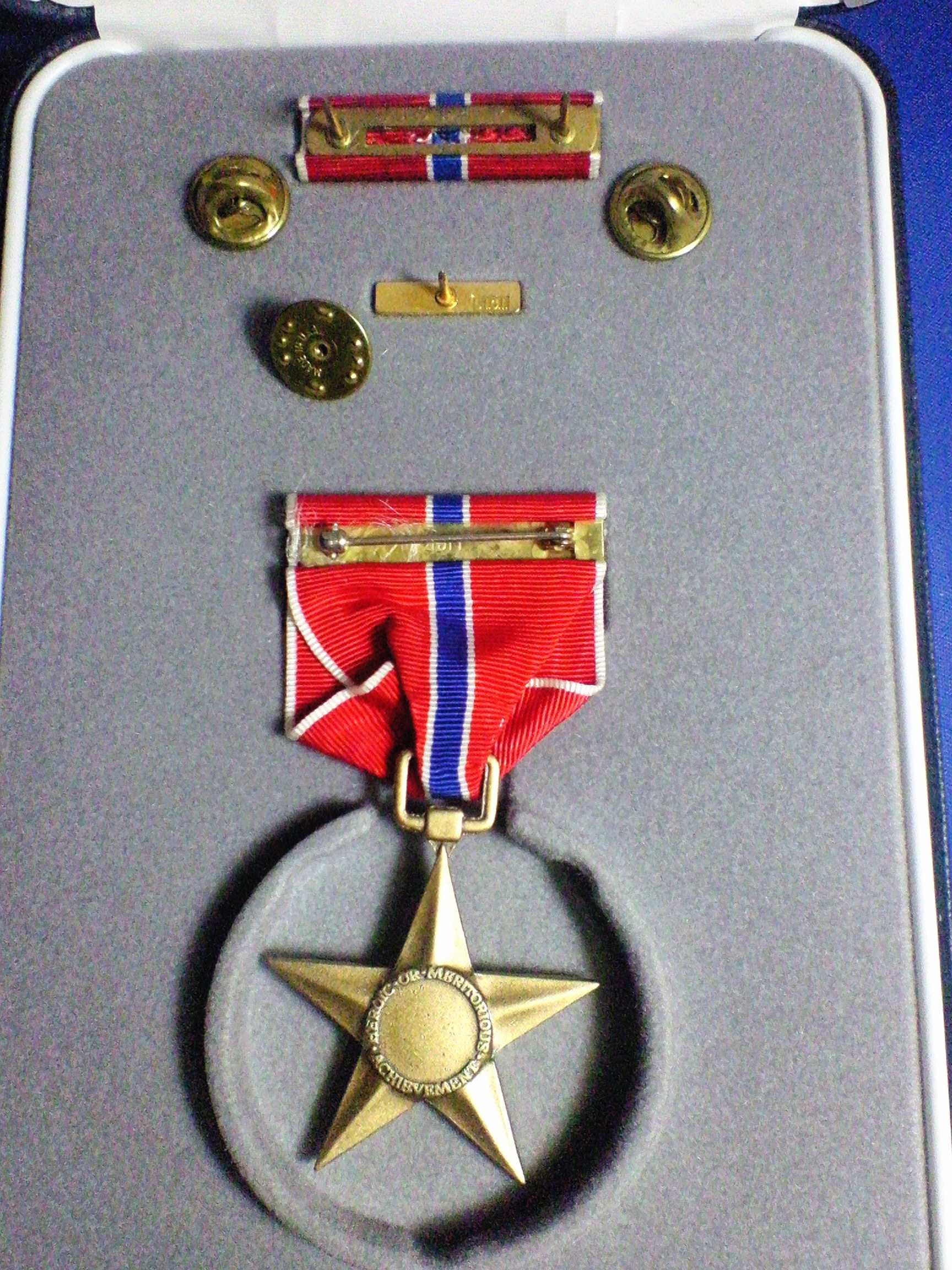
裏面